# فهرست فیلم‌های درباره فرشتگان

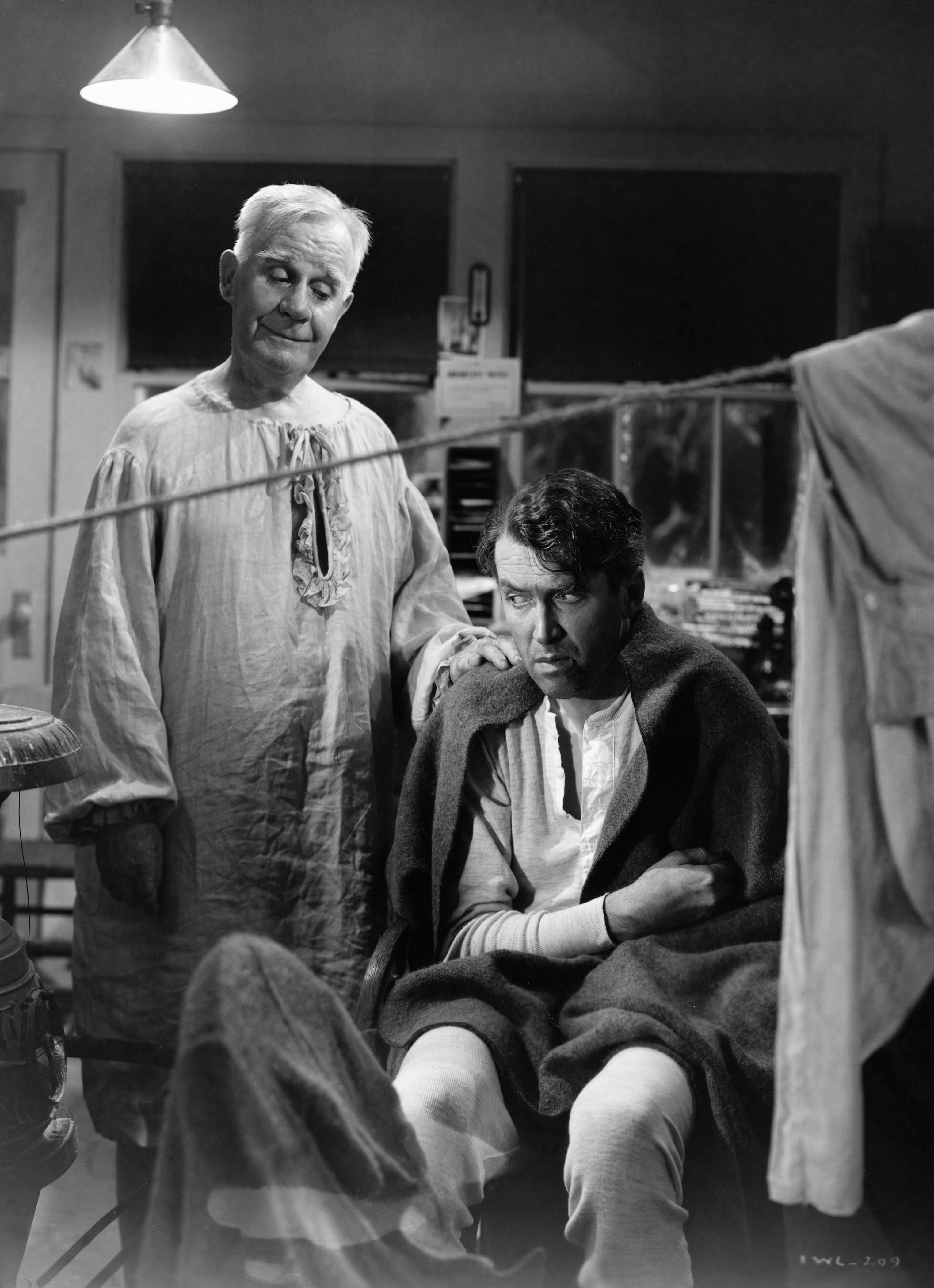
در فیلم چه زندگی شگفت‌انگیزی، فرشته نگهبان کلارنس اودبادی به جورج بیلی نشان داد که دنیا، ارزش زندگی کردن را دارد.

این مقاله فهرستی از فیلم‌هایی ارائه می‌دهد که در آنها فرشتگان ظاهر می‌شوند:

## فرشتگان

### دهه ۱۹۰۰
- فرشته کریسمس (۱۹۰۴)

### دهه ۱۹۳۰
- گابریل بر فراز کاخ سفید (۱۹۳۳)
- لیلیوم (۱۹۳۴)
- گذر از طبقه سوم به عقب (۱۹۳۵)
- مراتع سبز (۱۹۳۶)

### دهه ۱۹۴۰
- آقای جردن وارد می‌شود (۱۹۴۱)
- تصمیم دونالد (۱۹۴۲)
- من با یک فرشته ازدواج کردم (۱۹۴۲)
- مردی به نام جو (۱۹۴۳)
- کابین در آسمان (۱۹۴۳)
- بهشت می‌تواند صبر کند (۱۹۴۳)
- این روح است (۱۹۴۵)
- شاخ در نیمه شب (۱۹۴۵)
- مسئله زندگی و مرگ (۱۹۴۶)
- چه زندگی شگفت‌انگیزی (۱۹۴۶)
- پایین به زمین (۱۹۴۷)
- فقط خدا می‌داند (۱۹۴۷)
- زن اسقف (۱۹۴۷)
- جوجه اردک روباهی (۱۹۴۷)
- جانی اپلسید (۱۹۴۸)

### دهه ۱۹۵۰
- محض رضای خدا (۱۹۵۰)
- فرشتگان در زمین بیس‌بال (۱۹۵۱)
- فرشته‌ای که چنگش را گرو گذاشت (۱۹۵۴)
- چرخ‌وفلک (۱۹۵۶)
- برای همیشه، عزیزم (۱۹۵۶)
- ماه عسل پرماجرا (۱۹۵۶)
- داستان بشر (۱۹۵۷)
- فرشته‌ای که چنگش را گرو گذاشت (۱۹۵۹)

### دهه ۱۹۶۰
- انجیل به روایت متی (۱۹۶۴)
- کتاب مقدس (۱۹۶۶)
- قضیه (۱۹۶۸)
- کوچک‌ترین فرشته (۱۹۶۹)
- فرشته لڤین (۱۹۷۰)
- ویلی مایز و بچه‌ها (۱۹۷۲)
- چارلی و فرشته (۱۹۷۳)
- اهریمن درون دوشیزه جونز (۱۹۷۳)
- یک کریسمس اتفاق افتاد (۱۹۷۷)
- زن و فرشته (۱۹۷۷)
- بهشت می‌تواند صبر کند (۱۹۷۸)

### دهه ۱۹۸۰
- اوه! سگ بهشتی (۱۹۸۰)
- کوه کریسمس (۱۹۸۱)
- فرشته (۱۹۸۲)
- بچه با هاله شکسته (۱۹۸۲)
- به تو گیر کرده! (۱۹۸۲)
- طوفان فکری (۱۹۸۳)
- دو مدل از یک نوع (۱۹۸۳)
- یک کریسمس جادویی (۱۹۸۵)
- بچه بهشتی (۱۹۸۵)
- قرار با یک فرشته (۱۹۸۷)
- ساخت بهشت (۱۹۸۷)
- زیر آسمان برلین (۱۹۸۷)
- همه سگ‌ها به بهشت می‌روند (۱۹۸۹)
- همیشه (۱۹۸۹)
- یحتمل (۱۹۸۹)

### دهه ۱۹۹۰
- تقریباً یک فرشته (۱۹۹۰)
- کلارنس (۱۹۹۰)
- آقای سرنوشت (۱۹۹۰)
- سفر وحشیانه بیل و تد (۱۹۹۱)
- دفاع از زندگی خود (۱۹۹۱)
- خیلی دور، خیلی نزدیک (۱۹۹۳)
- قلب و ارواح (۱۹۹۳)
- فرشتگان در زمین بیس‌بال (۱۹۹۴)
- ممکن است برای تو هم اتفاق بیفتد (۱۹۹۴)
- همه سگ‌ها به بهشت می‌روند ۲ (۱۹۹۶)
- مایکل (۱۹۹۶)
- همسر واعظ (۱۹۹۶)
- فرشته بعید (۱۹۹۶)
- یک زندگی کمتر معمولی (۱۹۹۷)
- فرشتگان در منطقه پایانی (۱۹۹۷)
- سرود کریسمس همه سگ‌ها (۱۹۹۸)
- شهر فرشته‌ها (۱۹۹۸)
- کتاب زندگی (۱۹۹۸)
- نگهبان من دبیل (۱۹۹۸)
- چه رویاهایی که می‌آیند (۱۹۹۸)
- کاملاً بیدار (۱۹۹۸)
- فصلی برای معجزه (۱۹۹۹)
- دگما (۱۹۹۹)

### دهه ۲۰۰۰
- فرشتگان در این فیلد (۲۰۰۰)
- نیکی کوچک (۲۰۰۰)
- افسانه باگر ونس (۲۰۰۰)
- شهر بدون کریسمس (۲۰۰۱)
- تحویل میلو (۲۰۰۱)
- واقع‌بین (۲۰۰۱)
- گابریل و من (۲۰۰۱)
- سه روز (۲۰۰۱)
- این یک فیلم کریسمس ماپت بسیار مبارک است (۲۰۰۲)
- یافتن جان کریسمس (۲۰۰۳)
- جنگ فرشته (۲۰۰۴)
- کریسمس در لبه آب (۲۰۰۴)
- تثنیه - روز قیامت (۲۰۰۴)
- وقتی فرشتگان به شهر می‌آیند (۲۰۰۴)
- آنجل-آ (۲۰۰۵)
- فرشته خداوند (۲۰۰۵)
- الیزابت‌تاون (۲۰۰۵)[۱]
- همراهان خانه‌ای در علف‌زار (۲۰۰۶)
- فرشتگان اس‌ای (۲۰۰۷)
- گابریل (۲۰۰۷)
- هنکاک (۲۰۰۸)
- پوکمون: گیراتینا و جنگجوی آسمان (۲۰۰۸)
- پیشگویی (۲۰۰۹)
- یک محصول بهشتی (۲۰۰۹)

### دهه ۲۰۱۰
- کریسمس کوپید (۲۰۱۰)
- لژیون (۲۰۱۰)
- نمایش مصائب (۲۰۱۰)
- چه می‌شود اگر … (۲۰۱۰)
- پاک! پاک! دکتر کواک! (۲۰۱۱)
- اداره تعدیل (۲۰۱۱)
- نوح (۲۰۱۴)
- افسانه زمستان (۲۰۱۴)
- شب قبل (۲۰۱۵)
- فرشته پروردگار ۲ (۲۰۱۶)
- فروافتاده (۲۰۱۶)
- یک نغمه تاریک (۲۰۱۶)
- فرشته عصبانی (۲۰۱۷)
- دکمه‌ها: یک داستان کریسمس (۲۰۱۸)

### دهه ۲۰۲۰
- عروسی کریسمس نیویورک (۲۰۲۰)
- کریسمس در میدان (۲۰۲۰)
- فرشته آسیایی (۲۰۲۱)

## فرشتگان مغذوب
- لیلیوم (۱۹۳۰)
- لیلیوم (۱۹۳۴)
- فرشته تاریکی: صعود (۱۹۹۴)
- رسالت (۱۹۹۵)
- اسپاون (۱۹۹۷)
- فروافتاده (۱۹۹۸)
- رسالت ۲ (۱۹۹۸)
- رسالت ۳: صعود (۲۰۰۰)
- ون هلسینگ (۲۰۰۴)
- ون هلسینگ: مأموریت لندن (۲۰۰۴)
- کنستانتین (۲۰۰۵)
- رسالت: قیام (۲۰۰۵)
- رسالت رها شده (۲۰۰۵)
- کلیک (۲۰۰۶)
- گوست رایدر (۲۰۰۷)
- دوزخ دانته: حماسه متحرک (۲۰۱۰)
- لژیون (۲۰۱۰)
- گوست رایدر: روح انتقام (۲۰۱۲)

## مجموعه‌های تلویزیونی
- بزرگراه به بهشت (۱۹۸۴–۱۹۸۹)
- بهشت به ما کمک کن (۱۹۹۴)
- لمس شده توسط یک فرشته (۱۹۹۴–۲۰۰۳)
- دو بار در یک زندگی (۱۹۹۹–۲۰۰۱)